# Hylocereus costaricensis
A Hylocereus costaricensis egy széles elterjedésű epifita kaktusz, melyet néha termesztenek is húsos vörös terméséért.

## Elterjedése és élőhelye
Nicaragua-tól Északkelet-Peru területéig. Száraz erdőkben és tengerparti fövényeken 1400 m tszf. magasságig elterjedt, epifitikus xerofita.

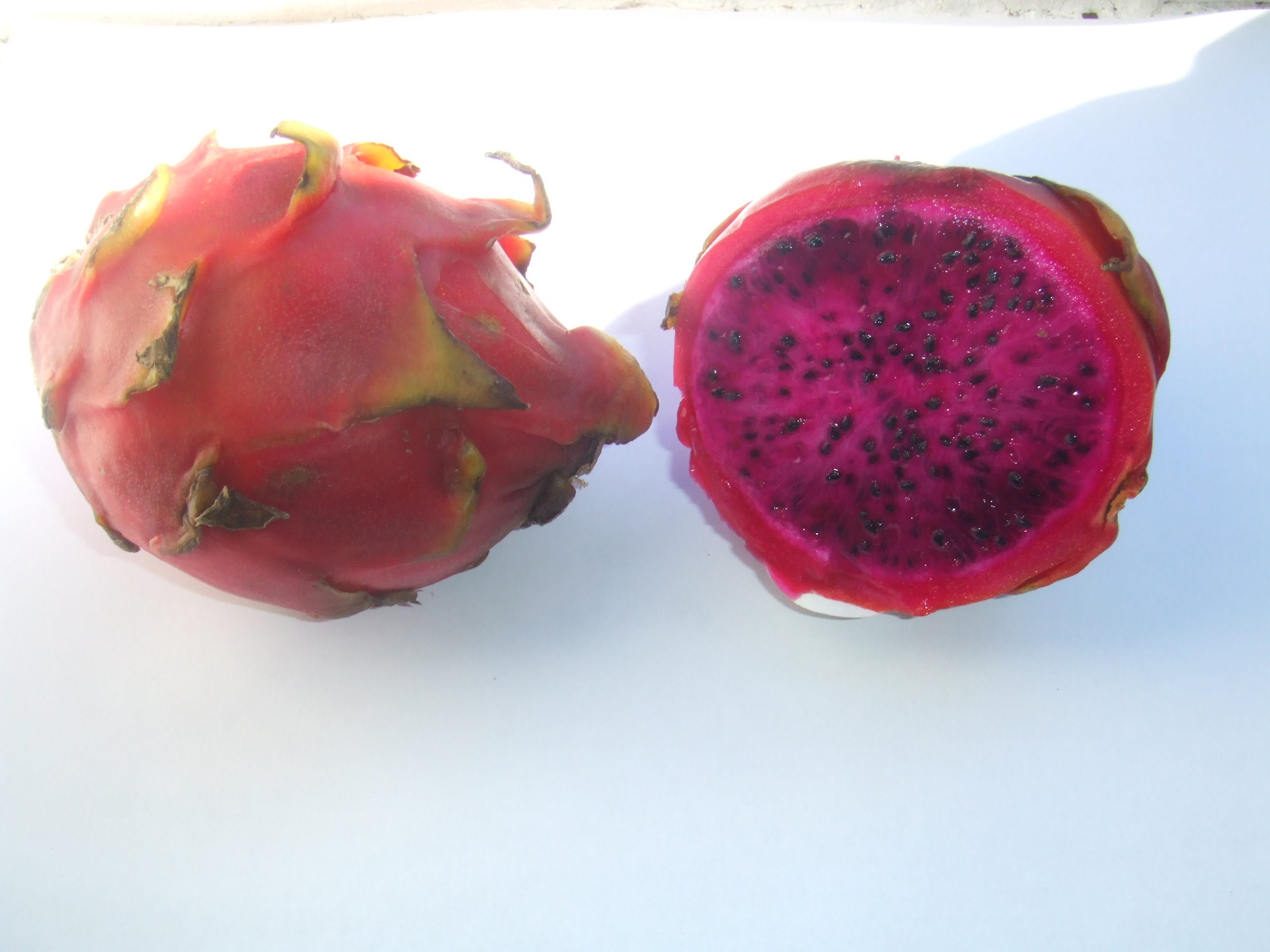
vörösbelű pithaya

## Jellemzői
Erős növekedésű kúszónövény, hajtásai elérhetik a 100 mm átmérőt is, többnyire három bordásak, a bordák vaskosak, később még erősebbé válnak, legömbölyített, soha sem kidomborodó karéjokat képeznek. 2-4 tövise rövid, barnás színű, további 2 serteszerű tövise is fejlődhet. Virágai 300 mm hosszúak, fehérek, erősen illatosak, kívülről vöröses szegéllyel futtatott pikkelyek fedik. A külső szirmok kicsik, vörösesek, a belsők nagyobban és fehérek. A portokok sárgák. Termése megnyúlt, 100 mm hosszú vörös bogyó.

## Rokonsági viszonyai
A Hylocereus subgenus tagja. Közeli rokona a Hylocereus ocamponis fajnak is, azonban hiányoznak róla az arra jellemző lágy bordaélek.